# キャッツ・アイ
『キャッツ♥アイ』（CAT'S♥EYE）は、北条司による日本の漫画、およびそれを原作としたラジオドラマ、テレビアニメ、実写映画などのメディアミックス。2024年11月時点でコミックスの累計発行部数は2000万部を突破している。

## 概要
読切の『キャッツ♥アイ』（第1話として単行本に収録）を元に『週刊少年ジャンプ』で、1981年40号から1984年44号まで連載された北条司の連載デビュー作にして出世作。連載終了後、同誌の1985年6号に後日譚が掲載され、単行本には最終話として収録されている。単行本はジャンプ・コミックスより全18巻。1994年には愛蔵版、1995年から1996年には文庫版として共に全10巻で発売される。また2005年から2006年には『CAT'S♥EYE COMPLETE EDITON』としてカラーページが再現されている完全版が徳間書店より全15巻で発売されている。
予告状を送り美術品を狙う怪盗・キャッツアイと、彼女らを捕まえることに執念を燃やす若い刑事・内海俊夫との対立に、キャッツアイのメンバーという正体を隠しながら交際を続ける来生瞳と俊夫の恋の行方も織り交ぜ描かれた作品。
この恋人同士が刑事と泥棒という設定は、友人との対話の中で出て来た「母親が泥棒で父親が警察」との案が元になっている。全体を通しての伏線などはあるものの、原則的には各話の繋がりを持たない1話完結の作品である。連載当時の1980年代前半を舞台とし、現実の時間経過に併せ作中の人物も年を重ねている。
読切掲載後の読者アンケートで一桁の順位を獲得。直ぐに連載会議に持ち込まれ満場一致で連載が決定。即日編集部から「連載が決定した。アパートも用意したから2日後に上京してこい」との連絡を受け急いで上京。右も左も分からないまま連載を開始する。当時の北条は漫画を描き始めたばかりで連載には様々な面で苦労をし、連載終了後に本作の連載自体が漫画の練習であり、本作の印象としては「苦い思い出しかない」と語る。
連載期間中に二度にわたり連載終了が検討されたが、1回目は単行本の売上がよかったために撤回され、2回目は最終回の構想（来生三姉妹と父が再会する）まで完成していたがテレビアニメ化が決定したために撤回された。
1983年にテレビアニメ化、1988年にテレビドラマ化、1996年に小説化、1997年に実写映画化する。2000年には写真をデジタル合成した短編集『Parrot 幸福の人』の中の一編として新たに一編が描き下ろされる。フィリピンをはじめとするアジア諸国、イタリア・フランス・ドイツなどのヨーロッパでも放映され人気を博した。特にフランスでの人気は高く、2010年、フランスで開催されたジャパンエキスポに招かれた北条は現地で歓待された。2023年、フランスでテレビドラマ化されることが発表された。
2022年5月13日から23日まで、「キャッツ♥アイ」40周年を記念した原画展「キャッツ♥アイ40周年記念原画展 〜そしてシティーハンターへ〜」を3331 Arts Chiyoda（アーツ千代田3331）にて開催。描き下ろしイラストを始め、連載時の漫画原稿やカラー扉絵、加えてシティーハンターのカラー原稿などおよそ350点余りが展示された。
2025年9月からは、完全新作アニメがDisney+で配信される予定。

## あらすじ
キャッツアイは謎の女怪盗集団。犬鳴警察署の刑事・内海俊夫は、いつもキャッツアイの逮捕に失敗し、上司に怒鳴られ、左遷の危機にもあった。そんな俊夫の恋人で、俊夫の勤務する署の前でこの怪盗と全く同じ店名の喫茶店を営む来生瞳は、いつも俊夫の愚痴を聞いては叱咤激励している。だが、瞳ら来生三姉妹こそ、キャッツアイの正体だった。
キャッツアイのターゲットはミケール・ハインツというヨーロッパの画家の作品や遺物ばかりなのだが、そのハインツとキャッツアイとの間にはある接点があった。

## 登場人物
※担当声優は特記のない限りテレビアニメ版における担当声優。

### 来生三姉妹
喫茶店「キャッツアイ」を営む美人三姉妹。実は、もうひとつの顔を持っている。「キャッツカード」と呼ばれる予告状や犯行声明書（左目でウインクしている黒ネコの顔をマークにしたカード）を出し、絵画や美術品を主に狙う、怪盗「キャッツアイ」、通称「キャッツ」（「ミケール・ハインツ」に関わる物だけを狙う設定になったのは中期以降）。
主人公を三姉妹とした理由は北条が女の子をたくさん描きたかったことと、「お姉さん」「美人」「可愛い」と、少年誌の読者ターゲット年齢層が一般的に憧れを抱きやすいとされるタイプパターンを狙ったことによる。
瞳は少年誌のヒロインに多く見られる、明るく快活で芯の強い、少し勝気な性格。ルックスを「王道の美人顔・均整の取れたプロポーション・ストレートの長い髪」にすることはラフデッサンの段階ですぐに決まったという。
泪は活発な瞳と対比させるために「匂い立つような大人の色香を纏うお姉様」をイメージし、美人ジャズシンガーとして誉れ高かった阿川泰子や、テレビドラマ『水中花』で妖艶なバニーガール姿を披露していた松坂慶子などをモチーフにイメージを膨らませたという。
愛は2人の姉と少し歳が離れているのを演出する意図も踏まえ、少し小柄で華奢な成熟しきっていない少女の体つきのデザイン。普段は明るく素直だが、時に甘えん坊で淋しがりな妹という面を強調させた。
しかし、性格面を「色っぽい」「勝気」「かわいい」と三姉妹にきっちり分けてしまったことに窮屈さを感じたことから、次作『シティーハンター』の槇村香はすべてを併せ持った女性として描かれることとなった。
三姉妹の名前はすべて「目」に関連する言葉から付けられている（愛は英語の"EYE"から）。
なお、三姉妹の喫茶店「キャッツアイ」は外見名称をそのまま引き継ぎ、『シティーハンター』、『エンジェル・ハート』ではファルコン（海坊主）が営業する喫茶店として再登場している。また、読切版『シティーハンター -XYZ-』では若夫婦が喫茶店を営業しているシーンがある。その後、2019年のアニメ映画『劇場版シティーハンター 〈新宿プライベート・アイズ〉』では「三姉妹が喫茶キャッツアイのオーナーだった」という北条の提案による設定が採用されており、レオタード姿の彼女たち3人も登場し、私服姿の瞳が同作主人公の冴羽獠にナンパされるシーンがある。
来生 瞳（きすぎ ひとみ）
声 - 戸田恵子、小松未可子（Webアニメ版）
来生三姉妹の次女で初登場時は21歳（アニメ版の初登場時は23歳）。本作の主人公とされる三姉妹では最も中心人物となる代表格（後述の実写映画版を除く）。ストレートの長い髪がよく似合う、ヘルシーで爽やかなセクシーさと抜群のプロポーションが魅力の美人。姉妹の中で最も運動神経・行動力に優れ、盗みの際も主に彼女が実行している。性格は、明るく快活。勝気でしっかり者。ややドジで涙もろい。しかし恋愛や色事にはやや奥手の一面がある。
キャッツの事件を担当している俊夫とは、高校時代から交際している恋人関係である。故に、彼に正体が明らかになることは2人の関係の終わりを意味するため、盗みに対しては命を賭しても構わないほどの覚悟を持ち、全力で当たっている。しかし、時にそんな状況をもどかしく感じることもある。
作中のある時期から、髪の一部に金髪が混じるようになる。同じ頃、父・ハインツの作品『母の肖像』（三姉妹にとっては祖母の肖像画）を見た俊夫に「金髪にした瞳みたいだ」と言われたことから、キャッツを外国人と思わせて三姉妹とハインツの係わりを詮索されるのを避けるため、髪全体を金髪にし、カラーコンタクトを装着、「外国人に変装した姿=金髪キャッツ」として俊夫の前に姿を現すようになる。俊夫を誘惑し、キャッツの仲間に引き入れようとするが「瞳」と「キャッツ」との間で、俊夫も瞳自身も揺れ動くことになる。結局、父ハインツの作品を全て収集し終え、自らキャッツ・アイであることを俊夫に明かし、ロサンゼルスへ旅立っていった。その直後、ウイルス性の脳炎にかかり、生死の境を彷徨うも意識を取り戻したが、記憶を失ってしまう。俊夫と再会するも、彼が誰かも分からなかったが、思い出のオルゴールを聞くと、あどけない笑顔を見せ、回復の希望を見せた。
キャッツとしての行動時のコスチュームは、デコルテラインを美しく強調する襟ぐりが大きく開いたトップス、脚全体を包むスパッツが一体化している、長袖のレオタードを着用する。瞳はスカイブルーに近い青色のレオタードに黄色のリボン状の腰紐でウエストマークした格好が定番である。後期になると長袖タイプを着ることはほとんどなくなり、袖なしのデザインを愛用（三姉妹とも）。胸元を大胆にV字カットしたキャミソールのような肩紐に、背中を大きく露出したベアトップデザインのものを着用。「金髪キャッツ」としてあからさまに姿を見せるようになってからは後期のデザインで、マゼンタに近いピンク色のレオタードを着用することが多くなった。アニメ版においても第1期は長袖タイプ、第2期と『劇場版シティーハンター 〈新宿プライベート・アイズ〉』はキャミソールタイプのデザインを着用している。
愛用の香水はゲランの「夜間飛行（Vol de Nuit）」。
来生 泪（きすぎ るい）
声 - 藤田淑子、戸田恵子（『劇場版シティーハンター 〈新宿プライベート・アイズ〉』）、深見梨加（『ルパン三世VSキャッツ・アイ』『劇場版シティーハンター 天使の涙（エンジェルダスト）』）、小清水亜美（Webアニメ版）
来生三姉妹の長女。成熟した大人の女が醸し出す魅惑的な雰囲気と、悪戯心もある無邪気さを併せ持つ妖艶な美女。長身でグラマラス、ウェーブのかかった長い髪、母親譲りの左顎の黒子が特徴。歳を重ねるごとに亡き母・真璃絵に似てきているという。母親亡き後は、妹たちが成人するまで保護者的な役目を担ってきた。また、喫茶店「キャッツアイ」のオーナーである。
人目を惹く美女であるため、多くの男性からアプローチされているが泪本人は特定の恋人をつくることに表立つ形では関心を示していない。瞳や俊夫らが気を回して出会いの場を設けても、お節介であると一蹴している。
キャッツとしての仕事においては、冷静沈着、慎重な性格を発揮し、失敗の許されない現場で状況判断を下すなど司令塔としての役割を担う。また、ターゲットを決定し、詳細や情報の収集、綿密な計画を立てたり、事前調査などに動くことも多い。時には仕事のためなら、見知った自分たちの関係者さえも切り捨てるような、冷徹な判断を下す事もある冷酷な一面も持ち合わせている。頭脳明晰であり、語学も堪能、数多くの特殊免許や特技を有している。三姉妹とも変装は得意とするところだが、その長身を生かした男装姿は非常に様になる（幸か不幸か、その姿を本当の男性と思い込んだ浅谷が想いを寄せる）。幾たびかキャッツ特捜班の面々の前に「男キャッツ」として変装姿を晒している。
キャッツとしての行動時のコスチュームは、茄子紺色に近い紫のレオタードに黄色（アニメでは青緑色が多い）のウエストマーク。前期のレオタードは瞳のものと同じデザインだった。後期はチューブトップのデザインのものを愛用していた（アニメではフレンチスリーブ）。アニメ版においても第1期と『劇場版シティーハンター 〈新宿プライベート・アイズ〉』は長袖、第2期はフレンチスリーブのデザインとなっている。
『劇場版シティーハンター 〈新宿プライベート・アイズ〉』では病気療養中の為収録に参加出来なかった藤田（その後死去）の思いを汲み、瞳役の戸田が代役を申し出て演じている。『ルパン三世VSキャッツ・アイ』以降は正式な後任として深見が起用されている。
来生 愛（きすぎ あい）
声 - 坂本千夏、花守ゆみり（Webアニメ版）
来生三姉妹の三女。アニメでは高校1年生（第5話『夜間飛行は危険な香り』より）。ショートカットと大きな瞳がチャームポイントの、キュートでボーイッシュな美少女。いつも笑顔を絶やさない明るい性格だが、姉妹の中で唯一父親の顔を知らないため、ややファザコン気味。父性を感じる男性に淡い憧れを抱いている。泪や瞳と違い、盗みの際も遊びの延長として捉えている節があり、特に瞳からそんな部分を危なっかしく思われている。ただし、一度怒り出したり機嫌を損ねたりすると、なかなか機嫌が直らず瞳でさえお手上げするほどの頑固な一面がある。蛇が大の苦手。
コンピューターや機械に強く、操作や製作を得意としているが、失敗作を作ることもしばしばでキャッツとしての仕事中にそれがアクシデントとなることも。盗みの際に使う特殊な道具のほとんどは愛が作った物を使用している。また、美術品を見極める審美眼も大したもので、姉たちも信頼している。
初登場時は高校生で、後に国立大濠芸術大学に合格し大学生となっている。寝惚けると俊夫のベッドに潜り込む癖があり、瞳にたびたび叱られる。
一人称は「ボク」（アニメでは「ボクちゃん」も多用している）。普段は可愛らしさの要素が目立つ末っ子キャラだが、大人っぽいメイクを施し、セクシーな衣装を身に纏い、アンニュイな表情をすると、姉たちに負けないほどの艶っぽい色気を醸し出す（しかし、本人に寄ればこの表情を維持するのはかなり疲れるとのこと）。いつもは子ども扱いする平野も「色っぽい女キャッツ」にメロメロになったほどである。
キャッツとしての行動時のコスチュームは、生成り色の襟のついたオレンジ色のレオタードにスカーレット色（黄色の時もあった）のウエストマーク。後期は胸元をU字形に開いたタンクトップのようなデザインのものを着用していた。アニメ版においても第1期は長袖、第2期と『劇場版シティーハンター 〈新宿プライベート・アイズ〉』ではタンクトップデザインを着用している。
喫茶店でカウンターに入り接客をすれば、その親しみやすい笑顔とキャラクターでいつも周囲に賑わいを見せる“看板娘”である。

### キャッツ特捜班
キャッツの事件を専門に扱う犬鳴警察署（新宿区の設定）内の特別捜査班。メンバーは元々犬鳴署捜査一課に所属し、他の事件も取り扱っていたが、キャッツの罠にはまり痴漢として原宿署員に捕まえられたことを機に専従特捜班が組まれた。このため、キャッツを逮捕するまでは他の事件に携わることができず、課長は事実上の左遷だと嘆いた。
当初は喫茶店「キャッツ・アイ」の裏側にある公園を挟んで犬鳴署があり、署内に本部があった（ただし、建物の奥まった場所、トイレの横の日当りの悪い部屋であり、署内では日陰者扱い）。後に喫茶店「キャッツ・アイ」の向かいに後から建設された文化サークルビルの6階に移転する（アニメ版においては、この場所に犬鳴署が建っている。また「キャッツ」逮捕のための捜査を単独の特捜班で行うのではなく、盗犯捜査担当(捜査三課)の係に課せられた一事件として扱われている）。
内海 俊夫（うつみ としお）
声 - 安原義人、佐藤拓也（Webアニメ版）
高校時代から交際している瞳の恋人。初登場時は23歳。性格はポジティブ思考で明るく前向き。少しお調子者で、気を許した相手にはお喋りになってしまう傾向がある。基本的に真面目で優しく面倒見も良いので周囲からの信頼も厚く、慕われている。
高校卒業後、警察官を志願し拝命。階級は巡査部長（第13話で、警部補昇任の話もあったが考えあぐねた末、白紙答案を提出し、昇進の件は先送りにする選択をした）。当初は捜査一課主任で、当時からキャッツの事件を担当。後にキャッツ特捜班が結成された際には同班の主任に抜擢されている。キャッツの逮捕に掛ける執念は相当なもので、彼女達が犯行を行う際は常に立ちふさがる存在。しかし、いつも詰めが甘く、逮捕には至らず取り逃がし続けている。
瞳と交際を始めて5年以上経過しているが、未だキスをするのがやっとの奥手である。
自宅アパートが放火されて焼失、着の身着のままで来生家に転がり込み、半ば強引にそのまま三姉妹と同居を決め込む。当初は瞳の隣室だったが、進展しない2人の関係にもどかしさを感じた瞳が「心の壁を取り払うためには、まずお互いをよく知らなければ」と奮起し、二部屋を隔てていた壁を取り払ったため瞳と同室になった。しかし、相変わらずそれ以上の進展はない。25歳時点で、武内と平野に「自分たち3人は結婚までは清い体を守り、抜け駆け（結婚前に性交渉）はしない童貞の誓い」を不本意ながら立てさせられ、律儀に守っている。
興奮すると爪を噛み、嘘をつくときは鼻の頭をやたらとこする癖がある。
福岡出身で実家はオーダーメイドの女性下着専門店（母親が開業）。家族は（判明している限りでは）祖母と数人の姉で、幼いころに両親を亡くし、祖母の手で育てられた。幼年期は姉たちと同じく女性用の下着を着用しており、何の不自由も違和感もなかったが、体育の時間に体操服に着替える際に下着を見られて指摘され、初めて「違う」ことを知る。その後、男子には「オカマ」とからかわれ、女子には気持ち悪がられ、挙句には「フリルちゃん」のあだ名を付けられてトラウマになった。以降、家業に対する強い反発心を抱くようになり、跡継ぎを拒否して、より男らしい趣味や職業を目指すようになった。高校生の時にはボクシングをかじっておりハードパンチャーであった（アニメでは写真部の後、演劇部に属していたようである）。銃の名手で狙撃班に配属と言う話もあったが、射撃訓練中に調子に乗って曲撃ちをして自分の足を撃ち抜いて以降、普段から銃を携帯しない程の銃嫌いになった（アニメでは、この設定はなく銃撃戦も行っている）。
若いころのハインツに良く似ているという。長身の泪がハイヒールを履いて並んでもまだ俊夫のほうが背が高い描写がある。
原作ではそれなりに優秀な刑事であり、キャッツ関係以外の他事件では手柄を立てているが、キャッツの方が一枚上手という描写になっている。アニメではおっちょこちょいでドジな面が目立ち、優秀な刑事という原作の設定は破棄されている。
浅谷からの助言を幾度か受けるも、自分の恋人である瞳がキャッツとは考えていなかった。しかし、下宿した直後、警備情報を記したメモが行方不明になった一件もあり、三姉妹に疑いを持ち始める（過去に一度キャッツに飛びつき身柄確保に成功した際、レオタード越しに胸を鷲掴みして、「エッチ！」の悲鳴と共に平手打ちされ、怯んだ隙に逃げられた経験（読みきり作品で現在の第1話「セクシー・ダイナマイト・ギャルズの巻」でのワンシーン）や、井戸に落ちて一時的に視力を失った時に筆談及びおんぶをして体を密着させた経験から、女であることは認識していた）。しかし瞳を愛するが故に、その疑惑もすぐに打ち消すことに注力していた。
キャッツと瞳の間で揺れ動いたこともあるが、一貫して瞳を愛し続けた。
ハインツがアメリカで生存しているという情報を得た来生姉妹は渡米を決める。俊夫もまた「キャッツ一味」の海外渡航の情報を得て後を追うが、それは刑事としてではなく、「自分の前から姿を消そうとしている傷心の恋人を追う一人の男性として」の感情が突き動かしたものであった。離陸直前の飛行機に搭乗していた瞳に再会しプロポーズをする。瞳もそれを受け入れ旅立っていった。その後俊夫は全ての責任を負い、そしてキャッツの正体も口外しないと決意して警察官を辞職する。瞳を追いかけて渡米するも、瞳が病気にかかり記憶を失っていると知り愕然とするが「また、瞳と恋が出来る」と前向きに考え、そして過去も現在の瞳も全て受け入れて一緒に未来を紡ぐこと、愛し続けることを誓う。
作中に於ける名の呼ばれ方に関して、瞳からは「俊夫」もしくは「トシ」、泪からは「俊夫さん」、愛からは「トシちゃん」と主に呼ばれ、上司や同僚には「内海」「内海君」、部下には「内海さん」「内海警部殿」と呼ばれる。
浅谷 光子（あさたに みつこ）
声 - 榊原良子
俊夫の同僚。眼鏡とショートボブの髪型がトレードマークの知的でクールな美人刑事。俊夫同様に捜査一課から特捜班に移動。犬鳴署配属当初から、刑事としての経験と女性ならではの視点と勘で、来生三姉妹をキャッツではないかと疑っている。逮捕には至らないものの、幾度かキャッツを追い詰めている。周囲からは「浅谷」「浅谷さん」と名字で呼ばれることが多い（アニメでは俊夫が「あさったに君」と呼んでいる）。
概ねドジだが面倒見もよく、仕事にも一生懸命な俊夫に好意を寄せるようになる。しかし、俊夫は瞳一筋であり、その一途な愛を一身に受けている瞳に対する嫉妬から、苛立って周囲に八つ当たりをしたり、注意力が散漫になって失敗をすることが度々あった。俊夫と瞳が婚約したことで事実上の失恋。その傷心も癒えない時に神谷真人から求愛され（神谷本人はいつも通りのからかい半分、軽い口説き文句のつもり）、意識するようになる。気を回した俊夫と瞳が神谷とのデートをセッティングしたが、浅谷の誤解を招き、怒りをかってしまう。感情的にまくし立てる浅谷に辟易した神谷は黙らせるために、唇で唇を塞いだ。それが恋愛経験のない浅谷のファーストキスであり、「ファーストキスをした人と結婚すると決めていた」浅谷の気持ちに火をつけるきっかけとなってしまう。
自称「料理上手」であり、得意料理は「子羊のエストラゴン風味」。だが、実際は一般人が食すると確実に健康被害を及ぼすほどの殺人的な代物しか作れない重度の味覚音痴で、何かしらの料理を作っては周囲を混乱に陥れてしまう。家庭的な一面を見せようと神谷に弁当を作って届け、食べ終わるまで見ているために神谷は決死の覚悟で食するが、必ず腹痛を起こしてトイレに篭る始末。見かねた武内と平野が浅谷に進言と立証をするため、俊夫が持参していた瞳の手作り弁当とすり替えたことがある。しかし、俊夫はその衝撃的な不味さにショックを受けるも、瞳が作ったものだと信じて疑わず見事に完食した。その姿を見た浅谷はますます自分の料理の腕に自信を持ってしまう。
色恋沙汰に鈍く、思い込みが激しかったり惚れっぽい一面もある。原作では男装をした泪に一目惚れし、「男キャッツ」と分かってからも長く想いを寄せていた。アニメ（第2期#69）では男装した瞳に一目惚れをする（すぐにキャッツの変装であると明らかになる）。
愛用している香水は亡き母も愛用していたゲランの「Mitsouko（ミツコ）」。焼き芋が好物（アニメ版）。
父親は小さな製薬会社の社長。作者の後の作品『こもれ陽の下で…』には張り出されたクラス替えの名簿の中に彼女の名前が登場する。
課長
声 - 内海賢二
俊夫達の上司で本名不明。元々は捜査一課の課長であったが、特捜班結成と同時に同班の課長となる。俊夫と同じく福岡出身のため、互いに興奮すると福岡弁でのやり取りとなる。逮捕に至らないキャッツや、取り逃がしてばかりいる部下の失態などの心労から、かなりストレスを溜め込み、精神的に参っている。キャッツの予告状が届き、決行日が近づくと目の前にハエが飛び回る幻覚が見えるという。浅谷からの助言があっても、捜査会議を喫茶店「キャッツ・アイ」で開いてしまうなど、俊夫同様、三姉妹のことを疑いの目から外していた。
子供がおらず、地方勤務時代からの縁もあり、両親をなくしている俊夫を息子の様に可愛がっている。俊夫が最終盤で警察官を辞職して海外へ渡航しようとした際には全ての事情を悟った上で彼のこれからを案じ、「行け……。この件は私とお前の間だけの話にしておこう」と黙認し、退職を承認する漢気を見せた。
平野 猛（ひらの たけし）
俊夫の後輩の刑事。通称「ヒラメ」。俊夫のことを「アニキ」と呼び、慕っている。サングラスにリーゼント、ロックンロールを意識したアメリカンカジュアルの格好を好んでいる。大型バイクに乗るが、警察官にもかかわらず「髪型が崩れるから」とヘルメットを被らずに乗ることが多い。銃の腕が悪い上、何か事が起こるとすぐに発砲する厄介な悪癖の持ち主。俊夫にとっては手のかかる弟分といった役回りである。女性の好みは、年上の色っぽいお姉さんタイプが好みで、泪に一目惚れ以降、喫茶店「キャッツ・アイ」に通い、言い寄っているが上手くあしらわれ続けている。自他共に認める「ロリコン」の武内と対比で「オバコン」と呼ばれている。犬鳴警察署の男子独身寮に住んでいる。大雑把な仕事ぶりと前述の悪癖故に始末書多数。左利きで字が汚い。
アニメ版には登場しない。作者の後の連載作品『RASH!!』に武内と共にモブキャラクターとして登場している。
武内（たけうち）
俊夫と同期の刑事。俊夫のことを「俊さん」と呼ぶ。海援隊時代の武田鉄矢のような肩下までのワンレン長髪。背が低く胴長短足でガニ股。最近のロードバイクタイプの自転車では地面に足が届かないため、乗り慣れた冨士覇王号タイプの無骨な自転車を長年愛用している。空手の有段者であり、対人の実戦において強く、喧嘩でも負けたことがないのが自慢。
自他共に認める「ロリコン」で、守ってあげたくなるような“可憐な”少女が好みのタイプ。一目惚れした愛に言い寄っているが、てんで相手にされない。犬鳴警察署の男子独身寮に住んでいる。独身寮で働き始めた俊夫を慕う17歳の慶子にも気を奪われ、愛には更に呆れられている。
アニメ版には登場しない。作者の後の作品『RASH!!』に平野と共にモブキャラクターとして登場している。
海野 重造（うんの じゅうぞう）
通称「重さん（しげさん）」。初登場時57歳。勤続30年の掏摸係。仕事柄、自身もスリの技を身に付けており、相当な腕前。キャッツ特捜班結成時に本庁から配属される。お見合いの場を設けて縁談をまとめるのが趣味で、浅谷を100組目の成婚者にしたいと願っている。息子は警視正。名前の元ネタはSF作家の海野十三から。
木崎 信彦（きざき のぶひこ）
通称「（木崎の）だんな」。キャッツ特捜班が組まれ俊夫達が抜けた後の捜査一課の主任。階級は警部補で若きエリート。容姿端麗でキザな振る舞いを難なくこなすナルシスト。暫く後、重要な捜査に失敗した責任を取らされる形で巡査部長に降格された上、キャッツ特捜班に配属されるという事実上の左遷に遭う。あまつさえ降格人事でもショックであったのに、キャッツ特捜班の面々と並ぶことはプライドの高い木崎にとって屈辱的な処遇であった。
重造に泪との見合いを設定されて以降、（断られても）執拗に迫っており、平野に恋のライバルと目の敵にされている。
キャッツが木崎に変装し特捜本部に潜入した際、妙に女性的な色気のある仕草だったことから、話に尾ひれが付いて歪曲し「木崎のオカマっぽい部分も真似された」という噂が流布した。それ以降、木崎のキャラ設定にもオカマっぽさが加わり、興奮するとオネエ言葉が飛び出すようになった。犬鳴警察署の男子独身寮に住んでいる。アニメ版には登場しない。

### 来生三姉妹の関係者
ミケール・ハインツ
声 - 銀河万丈（『ルパン三世VSキャッツ・アイ』）
ドイツ人の画家。来生三姉妹の父親。幻の古代ギリシア彫像「アフロディーテ」（途中より「アテナイのアフロス」に呼称変更）を所有し、世界中の美術シンジケートから狙われる身となったため、身内に害が及ばないよう公式の記録では大戦中に死亡したことになっている。クラナッフ・シンジケートの企みから身を隠し、生死も行方も不明であった。生死の懸念をしていた来生三姉妹は、父の愛していたレストランの長期リザーブが切れる日に何らかのアクションがあるのではないかと一縷の望みを託して待っていた。20年の座席リザーブが切れる直前、ハインツ本人からリザーブを5年更新する旨の予約電話が入り生存が確認される。
真璃絵が三人目の子を身篭っていた時期、シンジケートの手が迫っているのを察知。家族に危害が加えられるのを避けるため、身を隠した。翌年生まれてくるその子が女の子だったら「愛」と名付けるよう、名前とその願いを込めたメッセージを吹き込んだレコードを2人の娘へのクリスマスプレゼントと共に贈った。まだ愛の顔を直接見たことはない。
『ルパン三世VSキャッツ・アイ』ではルパンの回想のみで登場しており、かつて重傷を負ったルパンを助けたことがあり、その恩で絵の回収をしてもらった。またミケールの声もベルガーが変装のために悪用したもので実際に本人が発するシーンはなかった。
永石（ながいし）
声 - 大木民夫 / 麦人（『ルパン三世VSキャッツ・アイ』）
ハインツや真璃絵から多大な恩を受け、生涯忠義を示している男性。夫妻が託した財産や美術品などの管理や運用、キャッツの仕事の手助けを行うなど、来生三姉妹を支える執事的な役割を担っている。仕立ての良いスーツを着こなし、長身で堂々とした体躯。白髪で髭を蓄えた初老の紳士。姉妹を様付けで呼ぶ。アメリカ大統領の椅子を揺さぶれるほどの機密情報を持ち、ゴダールからは「将軍」と呼ばれ、傭兵をしていた時期もあるなど、経歴に謎の多い人物。普段は穏やかな笑みを浮かべているが、厳しい表情で場を締めることもある。『007』のファンで、自ら身に付けるスーツやキャッツが使用する特殊器具や改造車などにその趣味を盛り込んでいる。原作では基本的に苗字で呼ばれるが、アニメでは永石定嗣（ながいし さだつぐ）とのフルネームが設定されている。
守屋（もりや） / 三宅（みやけ）
ハインツと取引のあった画商で、三姉妹にハインツの生存を伝えた人物。クラナッフ・シンジケートの正体を知ったために殺されかけ、この時失った左腕は義手になっている。シンジケートから逃れたのち、存在を隠すため「三宅」と偽名を使い、渋谷で画廊を営んでいる。なかなかのロマンス・グレーで、愛は父性と憧れを感じていた。
ゴダール
国際美術協会の会長を務めるフランス人。ハインツの友人の一人。美しく健やかに成長した瞳と泪に再会し、感慨深い思いを抱く。キャッツの正体がハインツに縁の者であることに気付いていた。画家としてのハインツのファンでもあり、作品を多く所有している。それらを来生姉妹に受け取って欲しいと申し出る。
巽 忠恭（たつみ ただあき）
若き日のハインツの親友であり、真璃絵の許嫁だった男性。真璃絵の心がハインツに向いていることを悟り嫉妬と怒りに駆られ、彼を罠にはめて大戦渦中のヨーロッパへと追いやった。それを追った真璃絵も失うことになり、これを悔いて生涯結婚もせずに事業に打ち込み成功を収めた。しかし、後悔と罪悪感に囚われた心は、金や名声では満たされなかった。ハインツが描いた真璃絵の肖像画を眺めるばかりの余生を過ごしていたある日、その絵を盗みに侵入してきた泪を一見し、真璃絵と縁のある人物だと悟った。後日、新聞の伝言欄に真璃絵の名前を用いキャッツを呼び出す。
巽 雪乃（たつみ ゆきの）
忠恭の養女。常に忠恭のそばに添い、身の回りの世話をしている。口数は少ないが、忠恭と泪との一連のやり取りも把握している。
来生 真璃絵（きすぎ まりえ）
ハインツの妻で来生三姉妹の母親。故人。かつては巽の許嫁であった（親が決めた政略結婚であり、真璃絵の意思ではない）。やがてハインツと出逢い惹かれ合い、親の反対を押し切り巽との婚約を破棄する。
怒りと嫉妬に駆られた巽の罠にはまりヨーロッパへ身を移したハインツの後を追う。愛するハインツと結ばれたあと密かに日本に戻り、夫と二人の娘とともに家族4人で静かに暮らしていた。3人目の子を身篭っていた時にハインツは家族から離れたため、愛を出産後、母娘4人で生活をしていた。いつ頃亡くなったのかは定かにされていない。若い頃は現在の泪にとても良く似た、優しくて聡明な美人であったという。
河野 哲（こうの てつ）
声 - 竹村拓
愛と同じ高校に通うボーイフレンド。女生徒に人気があるが、少し優柔不断な面もある。父親は大橋美術館の館長をしている。俊夫のような刑事になるのが夢である。
和美（かずみ）
声 - 川島千代子
愛の同級生。哲に好意を寄せている。新聞部に所属している。ある満月の夜、民家の屋根伝いに逃げるキャッツの写真を偶然に撮るが、カメラを月に合わせて設定していたため人物の特定が出来る写真にはなっておらず、キャッツの正体は分からなかった。しかし、うろ覚えながら瞳のシルエットに似ているような気がすると浅谷に話したことから、キャッツの犯行予告日に来生家に泊り込み三姉妹を監視する役回りを引き受ける。だが、特ダネを掴もうという自身の企みをキャッツに見抜かれてしまい、ジュースに睡眠薬を盛られ、まんまと出し抜かれてしまう。後に愛と同じ大学の写真科に進学する。
岡山（おかやま）
愛が高校3年生の時の担任教師。人当たりの良い表情を見せる二枚目。しかし、実は裏表のある性格で、女性の前では非常に紳士的だが、男性の前では毒を含んだ本音と、太った腹が突き出る。家庭訪問で来生家を訪れた際、瞳に一目惚れ。愛の進路指導を口実に頻繁に瞳のもとを訪れ、アプローチをかけるが袖にされた。

### 俊夫の関係者
由起子（ゆきこ）
声 - 高田由美
博多に住む俊夫のいとこ。小学生。俊夫のお嫁さんになるために家出して上京して来た。車に轢かれそうになったところをキャッツ（瞳）に助けられた。キャッツと至近距離で顔を合わせた、と話したことから、正体を知る人物としてしばらく東京に滞在することになった。
しかし、実際は車のライトを至近距離で浴びていたため、瞳に助けられた瞬間は一時的に視力がほとんどきかない状態であり見ていなかったのだが、すぐに博多に帰されるのが嫌で嘘をついてしまったと後に告白し、謝罪した。
夏目 慶子（なつめ けいこ）
17歳。6年前の11歳の時に自宅が火事になり、その燃え盛る現場から当時派出所勤務だった俊夫に助け出された少女。その後も面倒見の良い俊夫を「お兄ちゃん」と慕い、将来は結婚すると指切りをするほど懐いていた。暫くぶりに俊夫に会いにきた際、成長したとはいえ自分をすぐに思いだせない俊夫に苛立ち、咄嗟にフィアンセだと名乗って混乱させた。その後、課長の紹介によって犬鳴警察署の男子独身寮で働くことになる。
内海 トメ（うつみ トメ）
俊夫の祖母。九州で俊夫の亡母が開いたオーダーメイドの女性用下着専門ブティックを引き継ぎ、切り盛りしている。俊夫がブティックの跡継ぎになることを望んでいるが、肝心の俊夫が子供時代のトラウマから反発していることに（姉達の所業を棚上げした上で）業を煮やし、連れ戻すべく上京した。歯に衣着せぬ物言いをし、俊夫とはいつも喧嘩ごしの口調で話をする。瞳とは高校生の時に面識があるが、緊張から無口になっていた瞳を俊夫の伴侶として迎えることは難しいと思っていた。しかし、本来の瞳の性格を垣間見てからは考えが変わり、かなり気に入った様子である。
片山（かたやま）
初期に登場していた、俊夫や浅谷の同僚の刑事。武内や平野の登場により出番が無くなる（当初は彼らとも一緒に仕事をしていたが、特捜班結成の時点では姿を消している）。
香菜（かな）
俊夫が婚約指輪の代金を積み立てていた、ジュエリーミツコの店長の娘。恋人はプロレスラーの砲丸春雄。
砲丸 春雄（ほうがん はるお）
香菜の交際相手のプロレスラー。名前もモデルもハルク・ホーガンで、容姿も酷似。
渡辺 正明（わたなべ まさあき）
強盗傷害で逮捕され懲役刑を受けていたが、親身になって世話をしてくれた俊夫に絆され改心。模範囚として早くに出所した後、着ぐるみショーの仕事についた。

### クラナッフ・シンジケート
国立美術館に放火しミケール・ハインツを殺そうとした、裏切り者の6人の弟子や画商が作り上げた組織。クラナッフは彼らが作り上げた架空の人間とされていたが、後に実在する人間（双子の兄）と設定変更された。また、初期の会合時には7人が集まっているが、クラナッフの自爆時には13人が焼死している。ミケール・ハインツから奪った作品をクラナッフ（Cranaff）名義で発表し利益を上げている。
クラナッフ・ハインツ
ミケール・ハインツの双子の兄。来生三姉妹の伯父にあたる。自らも画家を目指すも弟の才能に嫉妬し、ミケールの弟子達を言い包めて共にクラナッフ・シンジケートを結成、ミケールを陥れた張本人。しかし、キャッツの信念の行動を目の当たりにし、自責の念に駆られるようになる。やがて今度は自らシンジケートを裏切り、キャッツとの最後の賭けと称したアジトでの攻防戦を仕掛けるが、実際には最後の賭けとした勝負にはじめから勝つつもりはなく、キャッツに負けた代償として事前に呼び集めたシンジケートのメンバーを巻き込み自爆、死亡した。その一連の行動は、本来愛でるはずの弟の娘たちから最愛の父を取り上げてしまった償いとして、シンジケートごと己の命を捧げるという悲壮の決意が込められていた。
来生三姉妹は「許せない人だけど、よく見ておくのよ、私たちの伯父の最後を…」と呟いてその最期を見届けており、複雑な感情を抱くのだった。
瀬口 広幸（せぐち ひろゆき）
政界にも顔が利く財界の大物の狸親父。英国王朝展でキャッツの被害にあう。キャッツから「ティア・ガール」を盗む予告状が届いた際には、不正入手した絵であったため警察にはシラをきった。だが、キャッツをおびき寄せるためにキャッツの犯行に見せかけて警備員を殺害したことが露見し、逮捕される。
重村（しげむら）
キャッツに「ライン川」を盗まれる。
古園（ふるぞの）
キャッツによるインド美術展の宝石盗難で多額の賠償金を支払わされる。
豊田（とよだ）
キャッツに「ローマの女」を盗まれる。
池上（いけがみ）
名前だけの登場。

### その他
神谷 真人（かみや まさと）
自称ルポライターの男。女好きでちゃらんぽらんに見えるが、その正体は現場にコインのペンダントを犯行声明として残す、「ねずみ」と呼ばれる怪盗（神谷のみが「泥棒紳士」という呼称を用いる）。特にサファイアを好んで盗んでいる。海外でも活動していた経歴がある。
瞳とのデートを賭けた勝負でキャッツを出し抜くなど、かなりの凄腕。盗みのプロを自負しキャッツを素人と断じるものの、その素人のキャッツが危険を顧みない大胆な犯行手口を用いたり、財産に物言わせて利益を度外視した盗みを行う事に関しては、呆れさせられる事もある。キャッツの正体が来生三姉妹と知って以降は、喫茶キャッツアイに入り浸り何かと瞳にちょっかいをかけてくるが、キャッツの犯行に協力することもある。キャッツ特捜班が文化サークルビルに移転した際に「神谷報道事務所」として隣の部屋を借りている。
かなりの女ったらしで引っ掛けた女の子とトラブルを起こし追い回される描写もよく見られる。俊夫の婚約で失恋の悲しみにいた浅谷を、からかい半分の軽い気持ちで口説いたところ、恋愛に免疫のない浅谷はすっかり本気にしてしまい、それ以降何かと世話を焼かれる破目に。更にその場の勢いとはいえ、浅谷にとっては初めてのキスを奪ってしまったために事態は神谷にとって不利な方に転がり、周囲も面白おかしく煽っている。元来フェミニストであるため浅谷に無碍な態度を示すことも出来ず、誤解されたまま流されるように、何となく付き合っているような関係を醸すようになってしまった。
周囲からは「神谷」「神谷くん」。瞳や愛は（キャッツ捜査班がいない時）「ねずみ」「ねず公」と呼んでいる。
アニメ版には登場しない。また、テレビドラマ版においては名前だけは一緒だが、容姿も盗みのテクニックやコスチュームも大幅に違い、コミックリリーフ扱いで登場している（演者は小倉久寛）。
連載終了後に神谷を主人公とした番外編を描こうとしてアイデアを練った後に最終的に出来上がったのが『シティーハンター』、そして冴羽獠である。
ルパンの花嫁
声 - 増山江威子
本名不明。フランス現代美術連盟代表アンリエット・ルベールの振りをして来日したフランスの怪盗。“ルパンの花嫁”はその腕前にちなむあだ名である。キャッツアイに罪をなすり付けて大掛かりな盗みを働こうとした。
安岡 弘喜（やすおか ひろき）
香椎第二貿易株式会社社長秘書室長を務める、神谷にそっくりな容姿の27歳の男性。見栄っ張りで自信過剰な女社長に下僕のように扱われているため、女嫌いになった。
蔵元（くらもと）
座王のスキー場一帯を取り仕切る「王様の様な」地元の有力者。彫刻「雪の女王」をキャッツに盗まれる。
蔵元 麗華（くらもと れいか）
声 - 横尾まり
蔵元の娘で毎年「雪の女王コンテスト」で女王に選ばれる「座王の女王」。自分が一番でないと気が済まない性格で、自らキャッツを捕まえようとして俊夫達の足を引っ張る。
久寿美（くすみ）
声 - 小山茉美
カジノ船のオーナー。船では一部のクルー以外には本来の素性を隠し、ショーダンサーをしている。ダンサーとして船に潜入していた泪をディーラーとしてスカウトする。フルネームは初川 久寿美（はつかわ くすみ）。
海原 神（かいばら しん）
声 - 堀勝之祐
東洋財団の総帥。自身の隠し財宝を輸送するドライバーを捜すため離南島（るなんとう）で賞金1億円のレースを開催する。なお、作者の次作『シティーハンター』に同姓同名の人物が登場するが別人であることが作者によって明言されている。
青山の狼
ゼロヨン12秒台のチャンプ。「青山の狼」を自称しているが車は千葉ナンバー。瞳達と一緒に海原に離南島のレースに招待され、仲間を使って瞳のレースを妨害しようとする。
怪盗28号
キャッツが予告していた絵を先に盗み隠すが警察に逮捕され、黙秘を続けていたがキャッツの罠にかかり白状する。
大関 莫一（おおぜき ばくいち）
逃走中に警察のピストルを奪った強盗犯。
葉月 八郎（はづき はちろう）
葉月財閥の当主。キャッツの正体が分かってしまうハインツ作の絵画「母子像」を一般公開される前にキャッツに燃やされてしまう。その銃弾を撃ったのは不本意ながらキャッツに協力した俊夫。
萩野（はぎの）
強盗殺人犯。正明に代わって着ぐるみに入っていた俊夫の一撃によって逮捕される。
陽子（ようこ）
西戸崎美術館館長の娘。陽子の母の死をきっかけにふさぎ込んでいる父を奮い立たせるために偽のキャッツの予告状を送りつける。

## 書誌情報

### 単行本
- 北条司 『キャッツ♥アイ』 集英社〈ジャンプ・コミックス〉、全18巻
  1. 「セクシーダイナマイトギャルズの巻」1982年4月15日第1刷発行、ISBN 4-08-851451-3
  2. 「父の肖像画の巻」1982年8月15日第1刷発行、ISBN 4-08-851452-1
  3. 「鷹はまいおりた！の巻」1982年11月15日第1刷発行、ISBN 4-08-851453-X
  4. 「Little Hurricaneの巻」1983年3月15日第1刷発行、ISBN 4-08-851454-8
  5. 「キャッツが恋がたき！の巻」1983年6月15日第1刷発行、ISBN 4-08-851455-6
  6. 「赤いラブレターの巻」1983年8月15日第1刷発行、ISBN 4-08-851456-4
  7. 「ラストショット！の巻」1983年10月15日第1刷発行、ISBN 4-08-851457-2
  8. 「スーパーギャンブラーの巻」1984年1月15日第1刷発行、ISBN 4-08-851458-0
  9. 「雪女伝説の巻」1984年4月15日第1刷発行、ISBN 4-08-851459-9
  10. 「離南島からの招待状の巻」1984年7月15日第1刷発行、ISBN 4-08-851460-2
  11. 「ワンマン・プロポーズの巻」1984年10月15日第1刷発行、ISBN 4-08-851461-0
  12. 「ブロンディーの巻」1985年1月15日第1刷発行、ISBN 4-08-851462-9
  13. 「危険な迷いの巻」1985年2月15日第1刷発行、ISBN 4-08-851463-7
  14. 「過去を燃やしての巻」1985年3月15日第1刷発行、ISBN 4-08-851464-5
  15. 「長い一日…の巻」1985年4月15日第1刷発行、ISBN 4-08-851465-3
  16. 「予告状の秘密の巻」1985年5月15日第1刷発行、ISBN 4-08-851466-1
  17. 「アフロディーテのめざめの巻」1985年6月15日第1刷発行、ISBN 4-08-851467-X
  18. 「絆よ永遠に！の巻」1985年7月15日第1刷発行、ISBN 4-08-851468-8

### 愛蔵版
- 北条司 『キャッツ♥アイ』 集英社〈愛蔵版コミックス〉、全10巻
  1. 「セクシーダイナマイトギャルズの巻」1994年1月発行、ISBN 4-08-782621-X
  2. 「背中あわせのふたりの巻」1994年2月発行、ISBN 4-08-782622-8
  3. 「キャッツが恋がたき！の巻」1994年3月発行、ISBN 4-08-782623-6
  4. 「キャッツからのラブレターの巻」1994年4月発行、ISBN 4-08-782624-4
  5. 「恋よいかないでの巻」1994年5月発行、ISBN 4-08-782625-2
  6. 「離南島からの招待状の巻」1994年6月発行、ISBN 4-08-782626-0
  7. 「危険な迷いの巻」1994年7月発行、ISBN 4-08-782627-9
  8. 「過去を燃やしての巻」1994年8月発行、ISBN 4-08-782628-7
  9. 「予告状の秘密の巻」1994年9月発行、ISBN 4-08-782629-5
  10. 「絆よ永遠に！の巻」1994年10月発行、ISBN 4-08-782630-9

### 文庫版
- 北条司 『キャッツ♥アイ』 集英社〈集英社文庫〉、全10巻
  1. 1995年11月22日第1刷発行、ISBN 4-08-617151-1
  2. 1995年11月22日第1刷発行、ISBN 4-08-617152-X
  3. 1996年1月23日第1刷発行、ISBN 4-08-617153-8
  4. 1996年1月23日第1刷発行、ISBN 4-08-617154-6
  5. 1996年2月21日第1刷発行、ISBN 4-08-617155-4
  6. 1996年2月21日第1刷発行、ISBN 4-08-617156-2
  7. 1996年3月20日第1刷発行、ISBN 4-08-617157-0
  8. 1996年3月20日第1刷発行、ISBN 4-08-617158-9
  9. 1996年4月23日第1刷発行、ISBN 4-08-617159-7
  10. 1996年4月23日第1刷発行、ISBN 4-08-617160-0

### 完全版
- 北条司 『CAT'S♥EYE COMPLETE EDITON』 徳間書店〈徳間コミックス〉、全15巻
  1. 2005年10月15日発行、ISBN 4-19-780317-6
  2. 2005年10月15日発行、ISBN 4-19-780318-4
  3. 2005年11月15日発行、ISBN 4-19-780322-2
  4. 2005年11月15日発行、ISBN 4-19-780323-0
  5. 2005年12月15日発行、ISBN 4-19-780324-9
  6. 2006年1月14日発行、ISBN 4-19-780326-5
  7. 2006年2月15日発行、ISBN 4-19-780328-1
  8. 2006年3月15日発行、ISBN 4-19-780330-3
  9. 2006年3月15日発行、ISBN 4-19-780331-1
  10. 2006年4月15日発行、ISBN 4-19-780333-8
  11. 2006年4月15日発行、ISBN 4-19-780334-6
  12. 2006年5月15日発行、ISBN 4-19-780338-9
  13. 2006年5月15日発行、ISBN 4-19-780339-7
  14. 2006年6月15日発行、ISBN 4-19-780342-7
  15. 2006年6月15日発行、ISBN 4-19-780343-5

### その他
- 『キャッツ♥アイ』小説版（原作：北条司／著：高屋敷英夫） - 1996年12月発行、ISBN 4-08-703055-5
- 『Parrot 幸福の人』（原作：北条司／デジタルワーク：永田太・プレイボーイコミックス BART EDITON） - 2000年3月22日初版発行、ISBN 4-08-857040-5

## ラジオドラマ
NHKラジオ第1放送で 1982年11月15日にラジオコミックスとして単発放送された。声優が来生瞳を除き、アニメ版とは異なっている。コミック/アニメの1話相当の内容。来生家の三姉妹が互いを名前のみで呼び合う。

### 声の出演（ラジオドラマ）
- 来生 瞳 - 戸田恵子
- 内海 俊夫 - 中尾隆聖
- 来生 泪 - 滝沢久美子
- 来生 愛 - 島津冴子
- 課長 - 富田耕生
- 警官 - 緒方賢一

## テレビアニメ
『CAT'S EYE』（キャッツ・アイ）は、北条司の推理漫画『キャッツ・アイ』を原作としたアニメ作品。
東京ムービー新社の制作でテレビアニメ化。第1期は1983年7月から1984年3月まで、第2期は同年10月から1985年7月まで、それぞれ日本テレビ系列ほかにて放送された。第2期については、トムスの公式サイトなどで第1期との区別のため、タイトルのあとに"2nd season"や（続）と表記されることもある。第1期の杏里が歌う主題歌「CAT'S EYE」はオリコンシングルチャート1位、サウンドトラック『キャッツ・アイ』（28K-57）はオリコンLPチャートで5位 を獲得するなど大ヒットした。
第1期のチーフディレクターは、出崎統の下で演出職を務めていた竹内啓雄が、第2期は『ルパン三世』シリーズに参加し、後に『シティーハンター』や『名探偵コナン』を監督することになったこだま兼嗣がそれぞれ務めた。キャラクターデザインは、出崎とコンビを組むことが多い杉野昭夫が第1期のメインキャラクターと第1話のゲストのデザインを担当。杉野は最初の数話を担当したのみで、第1期の残りのデザインは、総作画監督も務めた平山智が担当し、平山は第2期のメインキャラクターのデザインも任された。
第1期は原作を下敷きにした作品の割合が多かったが、テレビドラマ出身の脚本家が多数起用された第2期以降は、1話限りのゲストキャラクターを配して、美術品を用いて私腹を肥やす悪人との対決を描く活劇的なストーリーなど、バラエティ豊かな作品が続出する。その一方で、原作での主要キャラクターだった平野、武内、木崎、神谷が登場せず、原作を下敷きにした作品でもストーリーが異なるなどの相違点がある。全体的に原作と比べ、舞台設定やキャラクターの設定は変更されている部分も多い。作中のBGMは、大谷和夫が過去に担当したドラマ『探偵物語』『プロハンター』のものが多数流用された。
第2期についてこだまは「第1期の監督を務めた竹内さんが降りてしまったので、僕に引き継ぎの話がきました。当初は監督として何をしたらいいのかわからなくて、しょっちゅうスタッフとぶつかっていました。スタッフから見れば、既に流れが決まっているシリーズに僕が後から入ったから前のスタッフが作った流れに乗ればよかったのに、どうしても納得いかなくて、スタッフとも上手くいかなかった。それ以降は周りのスタッフの動きを見た上で、自分の判断を出す様にした」と試行錯誤の過程を振り返っている。
各回の冒頭で表示されるサブタイトルは赤地をバックに白抜きの文字で表示され、前半パート終了時に入るアイキャッチの絵は毎回異なり、水彩画タッチで来生三姉妹のうち1人を描いたものが多く使用された。
|            | 第1期 | 第2期 |
| ---------- | ----- | ----- |
| 最高視聴率 | 17.5% | 19.3% |
| 平均視聴率 | 13.3% | 13.2% |

### 声の出演（テレビアニメ）
- 来生 瞳 - 戸田恵子[1]
- 来生 泪 - 藤田淑子[1]
- 来生 愛 - 坂本千夏[1]
- 内海 俊夫 - 安原義人[1]
- 課長 - 内海賢二[1]
- 浅谷 光子 - 榊原良子[1]
- 永石 定嗣 - 大木民夫

### スタッフ（テレビアニメ）
|                                   | 第1期              | 第2期              |
| --------------------------------- | ------------------ | ------------------ |
| 原作                              | 北条司             | 北条司             |
| チーフディレクター                | 竹内啓雄           | こだま兼嗣         |
| シリーズ構成 シナリオディレクター | 飯岡順一           | 飯岡順一           |
| キャラクターデザイン              | 杉野昭夫           | 平山智             |
| 作画監督                          | 平山智             | 平山智             |
| 作画監督                          | 塚田信子           | 富田邦             |
| 美術監督                          | 水谷利春           | 水谷利春           |
| 美術監督                          | 早乙女満           | 石垣努、小関睦夫   |
| 撮影監督                          | 高橋宏固           | 高橋宏固           |
| 録音監督                          | 加藤敏             | 加藤敏             |
| 音楽                              | 大谷和夫           | 大谷和夫           |
| 音楽監督                          | 鈴木清司           | 鈴木清司           |
| 選曲                              | 合田豊             | 合田豊             |
| 音響効果                          | 宮田音響           | 宮田音響           |
| 編集                              | 鶴渕充寿、高橋和子 | 鶴渕充寿、高橋和子 |
| プロデューサー                    | 初川則夫、加藤俊三 | 初川則夫、加藤俊三 |
| 製作                              | 東京ムービー新社   | 東京ムービー新社   |

### 主題歌（テレビアニメ）
「CAT'S EYE」
杏里による第1期のオープニングテーマ。作詞は三浦徳子、作曲は小田裕一郎、編曲は大谷和夫。
「Dancing with the sunshine」
杏里による第1期のエンディングテーマ。作詞は三浦徳子、作曲は小田裕一郎、編曲は大谷和夫。
第13話よりキャシー・リンが歌唱。歌詞は英語になっており、訳詞はブライアン・リッチーが担当した。
「デリンジャー」
刀根麻理子による第2期のオープニングテーマ。作詞は三浦徳子、作曲は佐藤健、編曲は新川博。
「HOT STUFF」
シェリー・サベッジによる第2期のエンディングテーマ。作詞はブライアン・リッチー、作曲はつのごうじ、編曲は新川博。

#### 主題歌のアニメーション
ほんだゆきおが担当した第1期・第2期のオープニング (OP) やエンディング (ED) のアニメーションは、いずれも当時の放送時間やアニメという媒体においては視聴者に性的な印象を強く与える内容であった。
OPについては、第1期は曲こそアニメソングの王道パターン（番組名連呼）を踏襲していたものの、第2期は映像・歌詞ともにエロティシズムを醸し出していた。また、第2期には冒頭で後ろ姿の瞳が髪を掻き上げるシーンに、実際の作中で使用されたレオタード姿ではなくヌードで描かれた未使用のバージョンが存在している。
EDについては、第1期・第2期とも、来生三姉妹がエアロビクスダンスをしている設定となっている。第2期のものは、第1期よりも動きにリアリティーを持たせるため、ダンサーが実際に踊った映像を基にロトスコープで忠実に再現することが決定し、女性ダンサーの平田和子・盛合千鶴子（振付は池田光子が担当）を来生三姉妹に見立て、シルエットをより近づけるために各キャラクターの髪型に近いカツラや、豊かなバストラインを再現するためにレオタードの下に胸パッドを装着し、撮影に臨んだ。その映像を1コマずつトレースして輪郭を切り抜く作業を施すが、通常の切り出しナイフやカッターでは繊細なラインを再現できず、刃の薄い剃刀を採用して切り抜いたものにホログラムを重ね、下から柔らかい光を当てて撮影している。当時のスタッフによれば、通常よりも時間と手間をかけた分だけより官能的な仕上がりになったという。

### 各話リスト（テレビアニメ）
| 話数  | サブタイトル             | 脚本 シナリオ       | ディレクター （絵コンテ） | 初放送日       |
| 第1期 | 第1期                    | 第1期               | 第1期                     | 第1期          |
| ----- | ------------------------ | ------------------- | ------------------------- | -------------- |
| 1     | 君はセクシーな泥棒       | 藤川桂介            | 早川よしお                | 1983年 7月11日 |
| 2     | ようこそ警察へ           | 藤川桂介            | 福富博                    | 7月18日        |
| 3     | うるさい小悪魔にご用心   | 金春智子 高屋敷英夫 | 早川よしお                | 7月25日        |
| 4     | 挑戦者はパリの匂い       | 高屋敷英夫          | 早川よしお （奥脇雅晴）   | 8月1日         |
| 5     | 夜間飛行は危険な香り     | 大和屋竺            | 早川よしお （児玉兼嗣）   | 8月8日         |
| 6     | ちょっとだけ恋人気分     | 藤川桂介            | 福富博                    | 8月15日        |
| 7     | ラブサインは華やかに     | 金春智子            | 大賀俊二                  | 8月22日        |
| 8     | 遥かなるトットチーノ     | 大和屋竺            | 福富博                    | 8月29日        |
| 9     | とってもおかしな大追跡   | 大川俊道            | 奥脇雅晴                  | 9月5日         |
| 10    | ドッグフードはお好き     | 寺田憲史            | 大賀俊二                  | 9月12日        |
| 11    | アメリカの危険な誘惑     | 藤川桂介            | 早川よしお                | 9月19日        |
| 12    | ヨーロッパの華麗な誘惑   | 藤川桂介            | 大賀俊二                  | 9月26日        |
| 13    | 行かないで私の恋         | 金春智子            | 児玉兼嗣                  | 10月10日       |
| 14    | クレオパトラの身代金     | 大川俊道            | 福富博                    | 10月17日       |
| 15    | 真夜中に翔べレオタード   | 来生翔              | 奥脇雅晴                  | 10月24日       |
| 16    | 月曜日は微笑む時         | 寺田憲史            | 福富博                    | 10月31日       |
| 17    | 死神には銃弾がふさわしい | 大川俊道            | 大賀俊二                  | 11月7日        |
| 18    | 追いつめられて           | 水谷龍二            | 早川よしお                | 11月14日       |
| 19    | あなただけに今晩は       | 大川俊道            | 奥脇雅晴                  | 11月21日       |
| 20    | 恋人たちのホリデー       | 藤川桂介            | 早川よしお                | 11月28日       |
| 21    | 一度だけあなたに会いたい | 金春智子            | 井戸端徹                  | 12月5日        |
| 22    | 雪降る日の訪問者         | 水谷龍二            | 池田成                    | 12月12日       |
| 23    | 冬は恋の陽だまり         | 寺田憲史            | 丹下健太                  | 12月19日       |
| 24    | サンタが空から降ってきた | 大川俊道            | 早川よしお                | 12月26日       |
| 25    | 12時の鐘が鳴るとき       | 来生翔              | 池田成                    | 1984年 1月9日  |
| 26    | ルナン島より愛をこめて   | 大野武雄            | 井戸端徹                  | 1月16日        |
| 27    | ルナン島危機一髪         | 大野武雄            | 大賀俊二                  | 1月23日        |
| 28    | うしなわれた記憶         | 大川俊道            | 児玉兼嗣                  | 1月30日        |
| 29    | ショーは華やかに         | 金春智子            | 早川よしお                | 2月6日         |
| 30    | アスレチックは死の匂い   | 大野武雄            | 池田成                    | 2月13日        |
| 31    | それはキッスで始まった   | 大川俊道            | 井戸端徹                  | 2月20日        |
| 32    | 美術館は危険がいっぱい   | 永海秀国            | 大賀俊二                  | 2月27日        |
| 33    | 標的はプロポーズ         | 金春智子            | 早川よしお                | 3月5日         |
| 34    | 君はハインツを見たか?    | 大川俊道            | 井戸端徹                  | 3月12日        |
| 35    | 暴け! キャッツの秘密     | 大野武雄            | 池田成                    | 3月19日        |
| 36    | ハインツを知る男         | 大野武雄            | 井戸端徹                  | 3月26日        |
| 第2期 |                          |                     |                           |                |
| 1     | フランスから来た牝猫     | 大野武雄            | こだま兼嗣                | 10月8日        |
| 2     | ミッドナイトに濡れて舞う | 柏原寛司            | 奥脇雅晴                  | 10月15日       |
| 3     | 天使たちの身代金         | 宮下隼一            | 竹内啓雄                  | 10月22日       |
| 4     | 暗闇でどっきり           | 日暮裕一            | 大賀俊二                  | 10月29日       |
| 5     | 狩人はバッヂをつけていた | 大川俊道            | こだま兼嗣                | 11月5日        |
| 6     | 盗まれたアイ・ラブ・ユー | 宮下隼一            | 奥脇雅晴                  | 11月12日       |
| 7     | おいしい生活             | 日暮裕一            | こだま兼嗣                | 11月19日       |
| 8     | 華麗なる罠               | 柏原寛司            | 竹内啓雄                  | 11月26日       |
| 9     | 恋の狂走曲               | 大野武雄            | 奥脇雅晴 （大頭桃太）     | 12月3日        |
| 10    | もっとも危険なゲーム     | 日暮裕一            | 奥脇雅晴                  | 12月10日       |
| 11    | プレゼントはパパのワイン | 宮下隼一            | 竹内啓雄                  | 12月17日       |
| 12    | 冬の夜はミステリー       | 大野武雄            | こだま兼嗣                | 1985年 1月7日  |
| 13    | 横浜ベイブルース         | 柏原寛司            | 福富博                    | 1月14日        |
| 14    | 君に星の涙を             | 宮下隼一            | こだま兼嗣                | 1月21日        |
| 15    | 偽りのウェディング・ベル | 日暮裕一            | 奥脇雅晴                  | 1月28日        |
| 16    | 甘い誘いに気をつけて     | 柏原寛司            | こだま兼嗣                | 2月4日         |
| 17    | さらば、冬のカモメ       | 大川俊道            | 大賀俊二                  | 2月11日        |
| 18    | 課長のほれた女           | 大野武雄            | 福富博                    | 2月18日        |
| 19    | 犬鳴署三重奏             | 大川俊道            | 奥脇雅晴                  | 2月25日        |
| 20    | 転校生に胸さわぎ         | 宮下隼一            | こだま兼嗣                | 3月4日         |
| 21    | 悪党どもに鎮魂歌を       | 柏原寛司            | 大賀俊二                  | 3月11日        |
| 22    | 幻の女を愛した俊夫       | 日暮裕一            | 福富博                    | 3月18日        |
| 23    | 恋は突然に               | 大野武雄            | 奥脇雅晴                  | 3月25日        |
| 24    | エイプリルフールはお熱く | 宮下隼一            | 大賀俊二                  | 4月1日         |
| 25    | 気まぐれスクランブル     | 大川俊道            | こだま兼嗣                | 4月8日         |
| 26    | 恋のハーフタイム         | 大野武雄            | 奥脇雅晴                  | 4月15日        |
| 27    | 泣くな犬鳴トリオ         | 日暮裕一            | 竹内啓雄                  | 4月22日        |
| 28    | サヨナラボクのママ達     | 大野武雄            | 奥脇雅晴                  | 4月29日        |
| 29    | フルムーンに乾杯         | 宮下隼一            | 大賀俊二                  | 5月6日         |
| 30    | ダンスは星空で           | 金春智子            | こだま兼嗣                | 5月13日        |
| 31    | 素晴らしきレオタード     | 日暮裕一            | 奥脇雅晴                  | 5月27日        |
| 32    | 瞳にくびったけ           | 柏原寛司            | 大賀俊二                  | 6月3日         |
| 33    | キャッツにハートブレイク | 日暮裕一            | こだま兼嗣                | 6月10日        |
| 34    | 南十字星に愛をこめて     | 柏原寛司            | 奥脇雅晴                  | 6月17日        |
| 35    | 君の素顔はシルエット     | 宮下隼一            | こだま兼嗣                | 6月24日        |
| 36    | 盗みのチャンスは一度だけ | 大川俊道            | 大賀俊二                  | 7月1日         |
| 37    | 愛のカーテンコール       | 大野武雄            | 奥脇雅晴                  | 7月8日         |

### 放送局（テレビアニメ）
- 日本テレビ：月曜 19:00 - 19:30
- 札幌テレビ：月曜 19:00 - 19:30[19]
- 青森放送：月曜 16:45 - 17:15[20]
- テレビ岩手：日曜 16:30 - 17:00（第1期）、水曜 17:30 - 18:00（第2期）[21]
- 秋田放送：金曜 17:30 - 18:00[22]
- 山形放送：金曜 16:30 - 17:00（第1期・第2期）[23]
- ミヤギテレビ：月曜 19:00 - 19:30（第1期・第2期）[24]
- 福島中央テレビ：月曜 19:00 - 19:30（第1期・第2期）[24]
- テレビ新潟：月曜 19:00 - 19:30[19]
- テレビ信州：月曜 19:00 - 19:30[19]
- 山梨放送：日曜 6:15 - 6:45[22]
- 北日本放送：月曜 19:00 - 19:30[注釈 16][26]。
- 石川テレビ：月曜 19:00 - 19:30[注釈 17]
- 福井放送：金曜 17:00 - 17:30[28]
- 静岡第一テレビ：月曜 19:00 - 19:30[19]
- 中京テレビ：月曜 19:00 - 19:30[19]
- よみうりテレビ：月曜 19:00 - 19:30[19]
- 日本海テレビ：月曜 - 木曜 17:30 - 18:00[29]
- 広島テレビ：月曜 19:00 - 19:30[19]
- 西日本放送：月曜 19:00 - 19:30[19]
- 南海放送：水曜 17:25 - 17:55[26]
- 高知放送：木曜 17:00 - 17:30[26]
- 福岡放送：月曜 19:00 - 19:30[19]
- テレビ長崎：月曜 19:00 - 19:30[29]
- 宮崎放送
- くまもと県民テレビ：月曜 19:00 - 19:30[19]
- 鹿児島テレビ：月曜 19:00 - 19:30[29]
- 琉球放送：木曜 19：00 - 19：30→木曜 17:15 - 17:45（第1期）月曜 17:15 - 17:45（第2期）[30]

### 補足
- 本作と同じ東京ムービー新社製作作品である『ロボタン』第29話において、マリリンが喫茶店で敵メカに指令を与えるシーンにほんの数カットだけ来生三姉妹が映っている。
- アニメ版のレギュラー声優のうち三姉妹役（戸田恵子、藤田淑子、坂本千夏）、浅谷役の榊原良子、永石役の大木民夫が『シティーハンター』にゲスト出演している。女性陣の4人は、いずれも物語で重要な役割を果たすゲストヒロイン役を演じており、榊原は槇村香の実の姉・立木さゆり役で出演している。また、藤田はアニメ版における最初の美女の依頼人役である[注釈 18]。
- アニメ版の課長役である内海賢二と永石役の大木民夫は、『エンジェル・ハート』のテレビアニメ版にゲスト出演している。特に内海賢二は神谷明演じる冴羽獠と旧知の仲である軍事評論家の役で、2人が共演した『北斗の拳』（神谷はケンシロウ役、内海はラオウ役を担当）で発したセリフを言い合うシーンがある[注釈 19]。
- 2019年に公開された『劇場版シティーハンター〈新宿プライベート・アイズ〉』にもゲストキャラで登場しており、「来生三姉妹が喫茶キャッツアイのオーナーだった」という北条の提案による設定が採用された。声優陣は来生泪役の藤田淑子は出演を予定していたものの、アフレコ日の11月中に病状が悪化してスタジオ入りが出来なかったため、代役として来生瞳役の戸田恵子が一人二役で演じた。その後藤田は逝去し、エンドロールで追悼コメントが載せられた。製作はサンライズが担当しており、トムス・エンタテインメントは制作協力でクレジットされている。
- 課長役の内海が逝去後には、来生三姉妹役の戸田、藤田、坂本と俊夫役の安原が一年に一度、6月の内海の命日前後に集合して『キャッツアイ会』という名目で2022年現在まで毎年同窓会を行っていることを戸田が自身のブログで語っている。

### テレビアニメサウンドトラック
（音楽担当：大谷和夫ほか）
- キャッツ・アイ サウンドトラック（1983年9月21日、フォーライフレコード） LP:28K-57／カセット:28C-41
- キャッツ・アイ サウンドトラック ドラマ編（1983年12月、フォーライフレコード） LP:28K-65／カセット:28C-50
- キャッツ・アイ オリジナル・サウンドトラック（1984年11月25日、徳間ジャパン） LP:BMC-4037／カセット:12CP-3028
- キャッツ・アイ オリジナル・サウンドトラック ドラマ編（1985年3月5日、徳間ジャパン） LP:BMC-4038／カセット:12CP-3029

以下リイシュー作品
- アニメ・ミュージック・カプセル「キャッツ・アイ」（2008年7月19日、ウルトラ・ヴァイヴ） CD:CDSOL-1247
- アニメ・ミュージック・カプセル「キャッツ・アイSeason2」（2008年10月18日、ウルトラ・ヴァイヴ） CD:CDSOL-1270

### ネット配信（テレビアニメ）
YouTubeの「週刊少年ジャンプ創刊50周年公式チャンネル」より、2018年10月21日から同年10月25日まで、第1期第1 - 5話が配信、同年10月28日から11月1日まで、第2期第1 - 5話が配信された。いずれもオープニング・エンディングの制作クレジットは、初回放送と同じ「制作 東京ムービー新社」になっている。
その後2019年6月7日から、YouTubeの「TMSアニメ55周年公式チャンネル」より、第1期と第2期がそれぞれ第1 - 3話まで配信、また第1期から第15話と第24話を「三姉妹セレクション」名義、第2期から第18話と第33話を「ムフフ セレクション」名義で、それぞれ配信している。こちらの制作クレジットは、OPが「製作・著作 トムス・エンタテインメント」、EDが第1期は「アニメーション制作 東京ムービー」、第2期はOPと同じ「製作・著作 トムス・エンタテインメント」に、それぞれ差し替えられている。
| 日本テレビ系列 月曜 19:00 - 19:30                     | 日本テレビ系列 月曜 19:00 - 19:30                                   | 日本テレビ系列 月曜 19:00 - 19:30                           |
| 前番組                                                | 番組名                                                              | 次番組                                                      |
| ----------------------------------------------------- | ------------------------------------------------------------------- | ----------------------------------------------------------- |
| キャプテン （1983年1月10日 - 7月4日）                 | CAT'S EYE キャッツ・アイ（第1期） （1983年7月11日 - 1984年3月26日） | ガラスの仮面（エイケン版） （1984年4月9日 - 9月24日）       |
| ガラスの仮面（エイケン版） （1984年4月9日 - 9月24日） | CAT'S EYE キャッツ・アイ（第2期） （1984年10月8日 - 1985年7月8日）  | ダーティペア（第1話 - 第23話） （1985年7月15日 - 12月23日） |

### コラボレーション
『ルパン三世』とのコラボレーション作品として、『ルパン三世VSキャッツ・アイ』のタイトルで2023年1月27日より『Amazon Prime Video』で配信された。制作はトムス・エンタテインメントでシリーズ初のwebアニメかつフルCG作品でもある。

## テレビドラマ

### CAT'S EYE キャッツ・アイ ミッドナイトは恋のアバンチュール
『CAT'S EYE キャッツ・アイ ミッドナイトは恋のアバンチュール』は、日本テレビ系で1988年7月23日に「土曜スーパースペシャル」の枠で夏休み特別企画として放映された。ドラマ制作は日本テレビ、演出は高橋勝、脚本はテレビアニメ版にも参加した日暮裕一。原作・アニメとは異なる設定が多く、コメディタッチの要素が強い。また、テレビドラマ版ではアニメ版に登場しなかった神谷が登場する。映像ソフト化は行われていない。
本放送から32年後、2020年1月5日に衛星劇場で放送された（CS放送で初）。2021年5月8日にはホームドラマチャンネル（西城秀樹追悼特集の一環として）、2024年6月22日には歌謡ポップスチャンネルで放送されるも、地上波での再放送は30年以上されていない。

#### キャスト（テレビドラマ）
- 来生瞳〈20〉 - 早見優
- 来生泪〈28〉 - MIE（ピンク・レディー）
- 来生愛（17） - 立花理佐
- 内海俊夫〈28〉 - 西城秀樹
- 神谷真人（ねずみ）〈35〉 - 小倉久寛
- 永石定嗣 - 京本政樹（特別出演）
- 河野哲〈17〉 - 高橋良明
- 海部浩（犬鳴署課長） - ベンガル
- 銭也狂蔵（通称：クルーガー） - 原田大二郎
- 美術館館長 - 左とん平（特別出演）
- 美術館の警備員 - コント山口君と竹田君（山口弘和、竹田高利）
- 犬鳴署刑事 - ゆーとぴあ（ホープ、ピース）
- ゆかり - 松本典子
- 沢田謙也
- 菊池やすこ（ゆかりの侍女） - しのざき美知
- 国山涼子（犬鳴署婦警） - 横須賀昌美
- 俊夫の妹・英里子 - 田村英里子
- ゆかりの侍女 - 河田純子
- 銀次
- 修介
- クルーガーの部下 - サスケ勝・サスケ隆
- 大島宇三郎

#### スタッフ（テレビドラマ）
- 原作 - 北条司（「集英社ジャンプコミックス　キャッツ・アイ」より）
- 脚本 - 日暮裕一
- 演出 - 高橋勝
- 演出補 - 荒井俊昭
- アクションクリエイター - 岡田勝
- 技術協力 - 株式会社ACT
- 美術協力 - NHK美術センター
- プロデューサー - 大川博史、指田貴行
- 制作プロダクション - アズバーズ
- 企画 - 太田杜夫
- 制作 - 加藤光夫、田中義一
- 制作著作 - 日本テレビ

### キャッツ・アイ（フランス版）
『キャッツ・アイ』（Cat's Eyes）は、北条司による漫画『キャッツ・アイ』を原作とするフランスのテレビドラマシリーズ。ミシェル・カッツが製作総指揮を務め、Big Band StoryがTF1とAmazon Prime Video向けに制作した。。
TF1で2024年11月11日に最初の2話が初放送され、その後のエピソードは毎週放送された。フランスでの初放送に先立ち、2024年11月6日にベルギーとスイスのフランス語圏ではRTL-TVIで、11月8日にRTS1で初放送された。世界のその他の地域では、12月18日にAmazonプライムビデオで初放送された。
2025年2月にシリーズは第2シーズンに更新された。

### キャスト

#### メイン
タマラ・"タム"・シャマード
演 - カミーユ・ルー/ 声 - 寿美菜子
原作の「来生瞳」に当たる。
シリア・“シル”・シャマード
演 - コンスタンス・ラベ/ 声 - 白石涼子
原作の「来生泪」に当たる。
アレクシア・"アレックス"・シャマード
演 - クレール・ロマン/ 声 - 久保ユリカ
原作の「来生愛」に当たる。
カンタン・シャピュイ
演 - MB14/ 声 - 中村章吾
原作の「内海俊夫」に当たる。
プリュダンス
演 - エロディ・フォンタン/ 声 - 折井あゆみ
グウェン・アサヤ
演 - シンディ・ブルーナ（シーズン1）、タマラ・マルテ（シーズン2）/ 声 - 濱口綾乃
アベル・アズーリ
演 - サイモン・エアラッシャー/ 声 - 佐久間元輝
エレーヌ・デュリュー
演 - キャロル・ブーケ/ 声 - 日野由利加
ミカエル・ハインツ
演 - グレゴリー・フィトゥッシ（シーズン1）、アルノー・ビナール（シーズン2）/ 声 - 斉藤次郎

#### リカーリング
ブリュノー警視
演 - ジュリエット・プルームコック＝メック/ 声 - おまたかな
テオ・イリバレン刑事
演 - レオン・プラゾール/声 - 遠藤航

### 制作

#### 企画
このシリーズはTF1とAmazonプライムビデオ向けに、ベンジャミン・デュポン＝ジュビアンとメディ・サッバールがBig Band Storyのプロデューサーを務める予定だった。2人のプロデューサーは、北条司からまだ権利を取得していないものの、2017年からこの企画に取り組んでいたことを明らかにした。北条は物語を現代風にアレンジするというアイデアに魅力を感じ、パリを舞台にした設定も気に入ったため、企画に賛同した。
2023年6月、カミーユ・ルー、コンスタンス・ラベ、クレール・ロマンが三姉妹役に配役された。2023年10月、キャロル・ブーケとエロディ・フォンタンがキャストに加わった。フォンタンが北条司の映画化作品に出演するのは、『シティーハンター THE MOVIE 史上最香のミッション』に続いて2度目となる。

#### 撮影
シーズン1の撮影は2023年10月にイル・ド・フランス、主にパリで開始された。エッフェル塔、ルーブル美術館、ギメ東洋美術館、パリ造幣局、ヴェルサイユ宮殿で撮影された。シーズン2の撮影は2025年5月15日に開始され、オルセー美術館、ポンピドゥー・センター、モンパルナス・タワー、モン・サン＝ミシェルで撮影される予定である。

## 小説
高屋敷英夫によるノベライズ作品で、1996年12月13日にジャンプ ジェイ ブックスより発売。9ページ（4ページカラー）のおまけ漫画が描き下ろされ収録された。この漫画は後に、完全版の15巻にも収録された。

## 実写映画
『CAT'S EYE キャッツ・アイ』は、フジテレビ、キングレコード、バーニングプロダクションの製作で、東宝の配給で1997年8月30日から公開された日本映画。監督は林海象で、脚本は林海象とアニメ版も手がけた土屋斗紀雄。主題歌はアニメを踏襲して、杏里が歌う『CAT'S EYE-2000-』。
原作・アニメで三姉妹はレオタードを着用していたが、本作ではボンデージ風のレザーファッションになり、猫耳のついたマスクも被るというアレンジは『バットマン』に登場するキャットウーマンに寄せている。主役も次女の瞳から、内田有紀演じる三女の愛へと変更になった。また来生三姉妹の父親や浅谷光子の設定も原作とは全く違う他、原作には登場しない秘密結社・紅龍団が登場するなど、原作とは大幅に異なる作品となっている。

### キャスト（実写映画）
- 来生愛 - 内田有紀
- 来生瞳 - 稲森いずみ
- 来生泪 - 藤原紀香
- 内海俊夫 - 原田喧太
- 浅谷光子 - 山崎直子
- 李・黒旗 - ケイン・コスギ
- MISS王 - 蒋雯麗（英語: Jiang Wenli）[注釈 21]（チャン・ウェンリー）
- 柴田刑事課長 - 佐野史郎（特別出演）
- 梅原 - 麿赤児（特別出演）
- 陰陽師 - 大泉滉
- 黒田龍太郎・皇帝 - 寺尾聰
- その他 - 修健、TERU、LILY YI、坂間恵、萬代峰子、いか八郎、佐伯秀男、神野三鈴、伊藤静、森由美子、東静子、マーガレット・ケンドール、重水直人、稲宮誠、古谷充康、マック後藤、俵一、アリ・アーメッド、前原実、橋川剛、市原昭仁、早馬愼二、山下均、坂本隆、山岡一、白井ちひろ（子役）、玉崎梨花（子役）、雨空トッポ・ライポ、溝呂木萌（子役）、古賀智子

### スタッフ（実写映画）
- 原作 - 「キャッツアイ」北条司（集英社/ジャンプコミックス刊）
- 監督 - 林海象
- 脚本 - 林海象、土屋斗紀雄
- 撮影監督 - 長田勇市
- 撮影 - 柴主高秀、小川真司
- 美術 - 菊川芳江
- 美術監督 - 木村威夫
- アクション監督 - 齋藤英雄（ナンバーワンプロモーション）
- 編集 - 冨田伸子
- 衣裳デザイン - 伊藤佐智子
- 音楽 - めいなCo.
- アニメーション制作 - キョクイチ東京ムービー、トムス・デジタル・イメージ
- アニメーション・ディレクター - 平山智
- アート・ディレクター - 大野広司
- カラー・コーディネイター - 小林照美
- BGアート - スタジオ風雅
- エフェクト - 林好美
- スケートコーディネーター - 小泉博、植木亘（東京ボンバーズ）
- カースタントコーディネーター - 竹内雅敏（カースタントTAKA）
- ガンエフェクト - 栩野幸知、癌住吉（バクレツパイナップル）、田村卓海
- 特殊視覚効果 - 伊藤高志
- 視覚効果 - 中野稔
- タイトル・CG制作 - マリンポスト
- 造型デザイン - 原口智生
- メカニカルデザイン - 林田裕至
- MA - 東京テレビセンター
- 現像 - IMAGICA
- スタジオ - 大映スタジオ
- プロデューサー - 宅間秋史、臼井裕詞、古賀俊輔、和田倉和利
- エグゼクティブプロデューサー - 松下千秋、佐藤信彦
- 企画 - 北林由孝、久板順一朗、周防郁雄
- 製作協力 - パラダイスピクチャーズ

### 音楽

#### 主題歌（実写映画）
- 杏里「CAT'S EYE-2000-」

#### サウンドトラック

##### 収録曲
1. CAT'S EYE-2000- (Opening Version)
2. Super Cat's eye
3. Red Dragon S#30-紅龍団
4. Cat's eye Memory
5. Cat's eye Action S#70-ミセス ガードナー
6. Memory of Another Side S#72-皇帝の間
7. Cat's eye Action S#48-潜入
8. Memory of Another Side S#103-闇の死闘
9. Red Dragon S#79-龍玉
10. Super Cat's eye (Juli's Mix)
11. Cat's eye Memory (二胡Version)

### 映像ソフト化
- VHS（1998年2月20日、キングレコード）
- LD（1998年10月23日、キングレコード）
- DVD（2000年3月3日、キングレコード）

## 舞台

### 2012年の舞台
2012年、BS-TBS、およびアップフロントプロモーション（旧・アップフロントエージェンシー）の協賛により初舞台化。同年7月25日に制作発表が東京・赤坂サカスのサカスステージで行われ、劇団ゲキハロのBerryz工房・℃-uteの選抜メンバー（『Berryz工房』須藤茉麻・清水佐紀・熊井友理奈・菅谷梨沙子、『℃-ute』矢島舞美・萩原舞・中島早貴）が演じると公表された。上演目は2パターン用意（Aパターン「盗む側にドラマがある。」・Bパターン「盗まれる側にもドラマがある。」）、キャストもAB両パターンの舞台に立つ。池袋サンシャイン劇場（東京都豊島区）で同年9月22 - 30日、イオン化粧品シアターBRAVA!（大阪市中央区）で10月13 - 14日に上演。
ストーリーの中核を担うのは三女の愛であることや、コスチュームデザインなどは本作品のスピンオフ作品「キャッツ・愛」に近い。

### 2024年の舞台
舞台を明治時代に移し、明治座創業150周年ファイナル公演『メイジ・ザ・キャッツアイ』として2024年2月6日から3月3日まで公演。主演は来生瞳役の藤原紀香、来生泪役の高島礼子、来生愛役の剛力彩芽でトリプル主演。演出：河原雅彦、脚本：岩崎う大（かもめんたる）

#### キャスト（2024年の舞台）
- 来生瞳 - 藤原紀香
- 来生泪 - 高島礼子
- 来生愛 - 剛力彩芽
- 内海俊夫 - 染谷俊之
- 平野猛 - 上山竜治
- 藤堂薫 - 美弥るりか
- 神谷真人 - 川久保拓司
- 浅谷光子 - 佃井皆美
- 立華栞 - 新谷姫加
- ミケール・ハインツ / 活弁士 / クラナッフ・ハインツ / 袴田一太郎 - 長谷川初範

## パチンコ・パチスロ
パチンコ
- CRキャッツアイ（2007年、西陣）
- CRキャッツ・アイ（2015年、平和）
- CRキャッツ・アイ〜最高のお宝、頂きに上がります〜（2019年、平和）
- eキャッツ・アイ[55]（2023年、平和）

パチスロ
- キャッツアイ（2000年、サミー）
- キャッツアイ（2008年、オリンピア）
- キャッツ・アイ -恋ふたたび（2011年、オリンピア）
- キャッツ・アイ コレクション奪還作戦（2013年、オリンピア）

オリンピア発売のパチスロでは、液晶演出で使用されるアニメシーンは新規作画を使用した。
2000年と2008年版パチンコ・パチスロの来生三姉妹と俊夫役には、戸田恵子、藤田淑子、坂本千夏、安原義人のレギュラー声優4人を引き続き起用した。
- Sキャッツ・アイ（2022年、平和）[56][57]

## その他
- 2010年2月18日より『toto BIG』のCMにおいて、森三中が三姉妹（泪：大島美幸、瞳：村上知子、愛:黒沢かずこ）に扮し、「二代目キャッツアイ」を名乗るパロディCMがオンエアされた[58]。俊夫役で玉山鉄二も出演。BGMも原曲『CAT'S EYE』を起用。「キャッツの正体編」では杏里も本人役で出演している。また2011年12月12日放送に日本テレビ系列で放送された『宝探しアドベンチャー 謎解きバトルTORE!』でも同様に森三中がキャッツアイに扮して出場している。
- 漫画家の西原理恵子、作家の岩井志麻子、編集者の中瀬ゆかりの親友三人組で“熟女キャッツアイ”を名乗り、ちょっと際どくて赤裸々な熟女トークを織り交ぜたトークショーを行っている。
- 漫画家のえんどコイチは、自身の作品である『ついでにとんちんかん』のアイデアを思いついた際、当時『ジャンプ』にて『キャッツ・アイ』が連載中だったため、「怪盗ネタが被る」という理由からアイデアを保留。『キャッツ・アイ』の連載終了後にアイデアを編集部に持ち込んだとのこと[59]。

## リメイク版
2010年10月25日創刊の月刊コミックゼノンにおいて、シナリオを中目黒さくら、作画を阿佐維シンが担当するリメイク版『キャッツ・愛』の連載が開始された。
『シティーハンター』に対する『エンジェルハート』のように、世界観は据え置いた上で時間軸を現代にあわせる、舞台を新宿から吉祥寺に移すなど諸々の設定を変更し、新たな作品として話を展開させている。本作品においては女子大生になった三女・愛を中心にその活躍を描いている。

## Webアニメ
2024年11月にシンガポール・マリーナベイサンズで開催された「ディズニー・コンテンツ・ショーケース2024」にて、「キャッツ・アイ」完全新作アニメの制作が発表された。2025年9月よりDisney+「スター」にて独占配信される予定。主題歌はテレビアニメの第1期オープニングテーマ「CAT'S EYE」をAdoがカバーしたものが使用される。

### スタッフ（Webアニメ）
- 原作 - 北条司[10]
- 監督 - 末田宜史[10]
- 脚本 - 森ハヤシ[10]
- キャラクターデザイン・総作画監督 - 薮本陽輔[10]
- 音楽 - 林ゆうき[10]
- アニメーション制作 - ライデンフィルム[10]